# Nørrebro (métro de Copenhague)
Nørrebro est une station de la ligne 3 du métro de Copenhague située sur la commune de Copenhague. Cette station est en correspondance avec la gare de Nørrebro.

## Situation
Nørrebro est desservie par la ligne 3 du métro de Copenhague. Cette station souterraine se trouve entre Nørrebros Runddel et Skjolds Plads.

## Histoire
La station Nørrebro a ouvert au public le 29 septembre 2019 à l'occasion de la mise en service de la ligne 3 du métro de Copenhague.

## Services aux voyageurs

### Intermodalité
La station Nørrebro est en correspondance avec la gare de Nørrebro, desservie par la ligne F du réseau S-tog. La correspondance se fait par l'extérieur en surface.

## À proximité
- Quartier de Nørrebro
- Quartier de Nordvest
- Nørrebro Bycenter : centre commercial